# Juan Antonio Cuervo (obraz Goi)

Architekt Ventura Rodríguez, Goya, 1784

Juan Antonio Cuervo (hiszp. Juan Antonio Cuervo) – obraz olejny hiszpańskiego malarza Francisca Goi (1746–1828). Portret przedstawiający architekta Juana Antonia Cuervo należy do zbiorów Cleveland Museum of Art. 

## Juan Antonio Cuervo
Juan Antonio Cuervo był utalentowanym architektem, zwolennikiem neoklasycyzmu. Studiował w Królewskiej Akademii Sztuk Pięknych św. Ferdynanda, a w 1815 został jej dyrektorem. Jego nauczycielem był Ventura Rodríguez. Cuervo był odpowiedzialny za projekt nowego kościoła św. Jakuba w Madrycie. Poprzedni, mniejszy kościół został wyburzony w 1810 za rządów Józefa Bonapartego, aby umożliwić budowę placu Oriente przed Pałacem Królewskim. 

## Okoliczności powstania
Od początku XIX w. pozycja Goi jako nadwornego malarza i popularność wśród hiszpańskiej arystokracji były ugruntowane. Po zakończeniu wojny niepodległościowej w 1814 Goya wrócił do portretowania madryckiego społeczeństwa. Jednak w tym czasie popularniejszym portrecistą arystokracji stał się młody malarz z Walencji Vicente López Portaña. W 1819 Goya nabył położoną na obrzeżach miasta posiadłość nazywaną Dom Głuchego i wyjechał z Madrytu. Wykonywał znacznie mniej oficjalnych zamówień, a jego modelami były coraz częściej osoby z bliskiego otoczenia. Wizerunek architekta Juana Antonia Cuervo powstał w 1819 i był jednym z ostatnich formalnych portretów, które namalował Goya. Zamówienie najprawdopodobniej nie pochodziło z żadnej instytucji, lecz miało prywatny charakter. Malarz osobiście znał architekta i jego siostrzeńca Tiburcia Péreza y Cuervo, którego sportretował rok później. 

## Opis obrazu
Goya portretował wcześniej innych architektów, w 1784 namalował Portret Ventury Rodrígueza, a w 1803 Portret Juana de Villanueva. Sportretował ich z atrybutami zawodu – lecz każdego w nieco innych sposób. Juan Antonio Cuervo siedzi w eleganckim fotelu przy biurku. Jako dyrektor uczelni artystycznej ma na sobie strój akademicki, czarny kaftan ozdobiony złotymi haftami. W ręce trzyma cyrkiel, a na biurku rozłożony jest architektoniczny plan nowego kościoła św. Jakuba. Tło jest ciemne i neutralne. W lewym dolnym rogu widnieje inskrypcja Dn. Juan Anto / Cuerbo / Directr de la Rl / Academia de Sn Fernando / Por su Amigo Goya / año 1819 (Juan Antonio Cuervo, dyrektor Akademii San Fernando, przez jego przyjaciela Goyę, rok 1819).

## Proweniencja
Obraz znajdował się w kolekcji Francisca Durána y Sirventa w Madrycie. Został nabyty przez Paula Durand-Ruela z Paryża. Później stał się własnością Johna D. Rockfellera, w Greenwich i Nowym Jorku, a następnie Jacques'a Seligmana w Nowym Jorku. Poprzez kolejnego właściciela, Williama H. Marlatta, trafił do zbiorów Cleveland Museum of Art.